# إركان تيبر
إركان تيبر (بالألمانية: Erkan Teper) مواليد 18 يونيو 1982 في شمال الراين-وستفاليا، ألمانيا الغربية، هو ملاكم محترف ألماني يصنف ضمن فئة الوزن الثقيل بدأ مسيرته الاحترافية سنة 2010.

## إحصائيات
خاض خلال مسيرته 17 نزالا، فاز في 16 وخسر في 1. فاز بالضربة القاضية في 10 نزالات.

## روابط خارجية
- إركان تيبر على موقع بوكس ريك (الإنجليزية) (registration required)